# Centenaire de la Première Guerre mondiale
Pour un article plus général, voir Commémoration de la Première Guerre mondiale.
 (février 2024).
Le centenaire de la Première Guerre mondiale est un ensemble de cérémonies commémoratives organisées entre 2014 et 2018 à l'occasion du centenaire de la guerre 1914-1918. Les commémorations commencent en août 2014 avec le centenaire de la déclarations de guerre de 1914 et se terminent le 11 novembre 2018, avec le centenaire de l'armistice de 1918.

## Événements liés au centenaire par pays

### Belgique
La Belgique organise trois cérémonies commémoratives internationales, la première a lieu le 4 août 2014 à Liège, la seconde le 10 octobre 2014 à Ypres et la dernière le 11 novembre 2014 à Bruxelles.

#### Cérémonie du 4 août 2014 à Liège

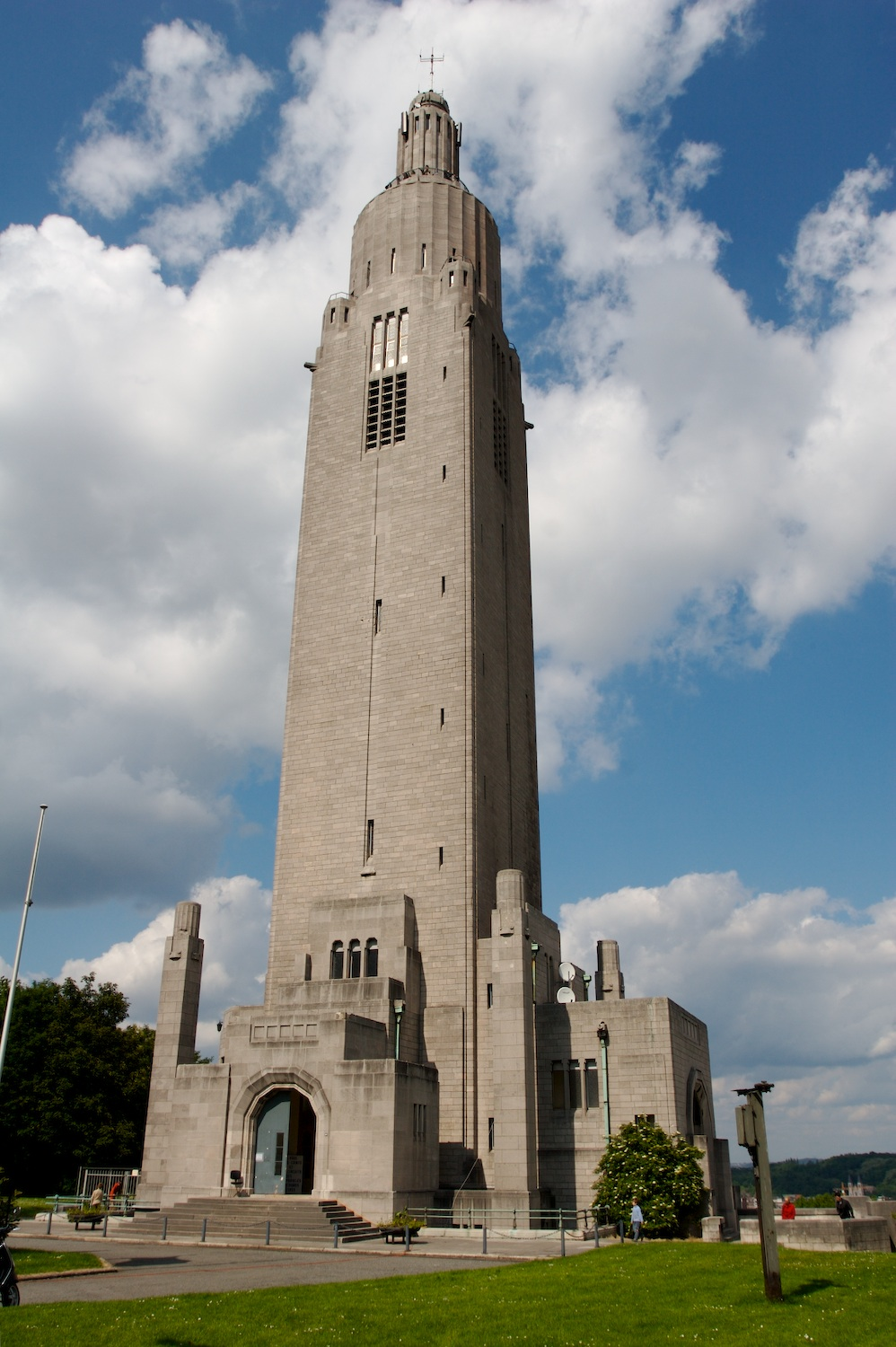
Le Mémorial Interallié de Cointe

La cérémonie officielle liégeoise a lieu le 4 août 2014, cette date marque le début de la guerre avec l'invasion de la Belgique par l'Allemagne provoquant la bataille de Liège.
La cérémonie débute à 9 heures à  l'abbaye Saint-Laurent. À 11 heures, les chefs d'État et délégations se rendent au Mémorial Interallié de Cointe, monument financé par des souscriptions publiques et privées dans les pays alliés à l'initiative de la Fédération interalliée des anciens combattants (FIDAC). La cérémonie, sobre et placée sous le signe de la réconciliation, a pour thème « La résistance à l'invasion ». En raison de l'exiguïté du Mémorial, le public n'est pas admis, cependant la cérémonie est retransmise sur des écrans géants disposés place Saint-Lambert dans centre-ville de Liège, ainsi qu'à la télévision.
La cérémonie accueille 17 chefs d'État, plusieurs dizaines de délégations officielles et des dignitaires parmi lesquels :
Ensuite, un déjeuner officiel accueillant l'ensemble des autorités est organisé au palais des princes-évêques de Liège.
À 15 heures, une cérémonie commémorant la remise de la Légion d'honneur française le 7 août 1914 à la ville de Liège a lieu à l'hôtel de ville de Liège. Cette commémoration débutera avec le survol de la place Saint-Lambert par la Patrouille de France et la composante aérienne belge.

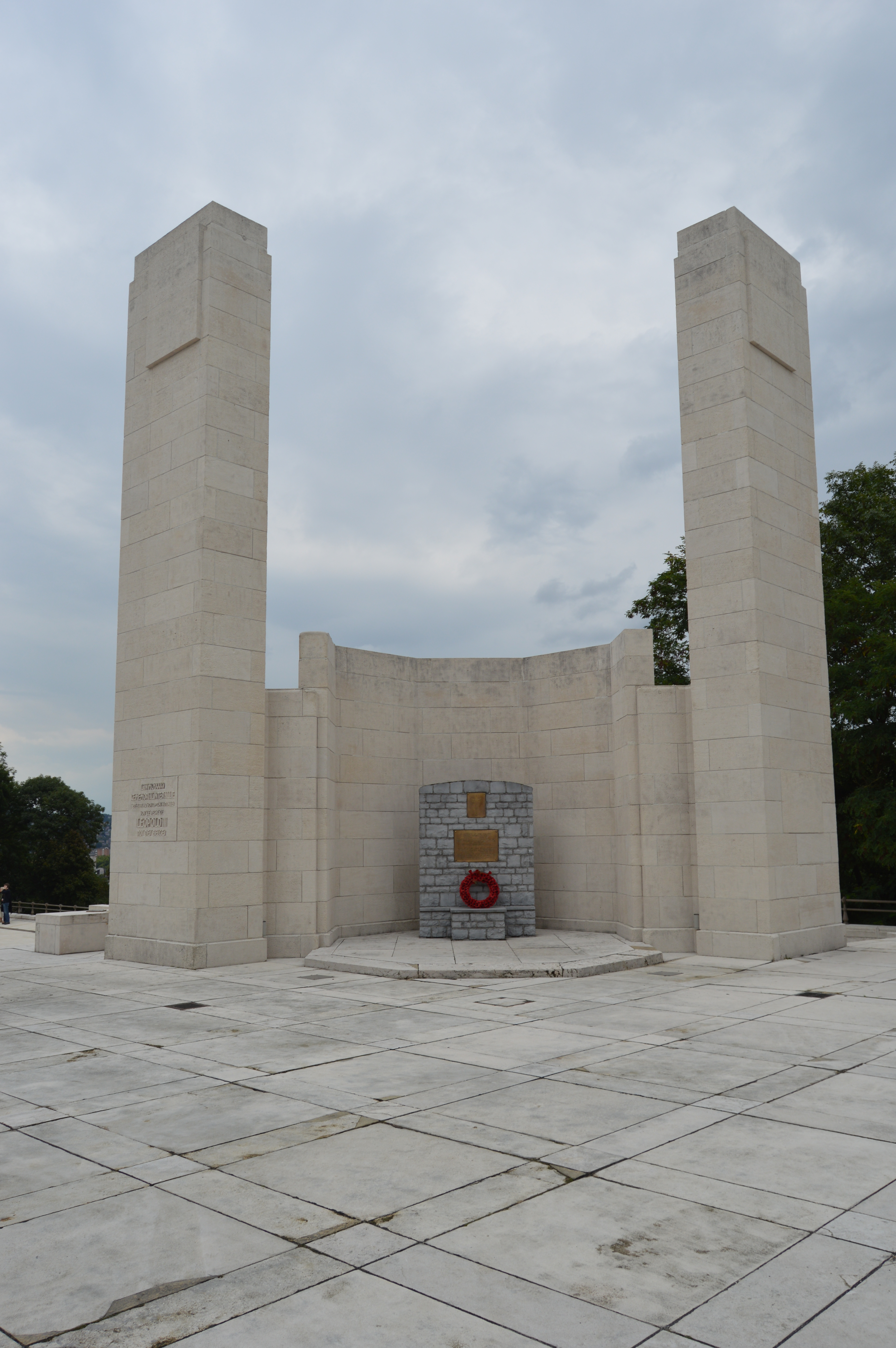
Monument britannique du Mémorial interallié de Liège
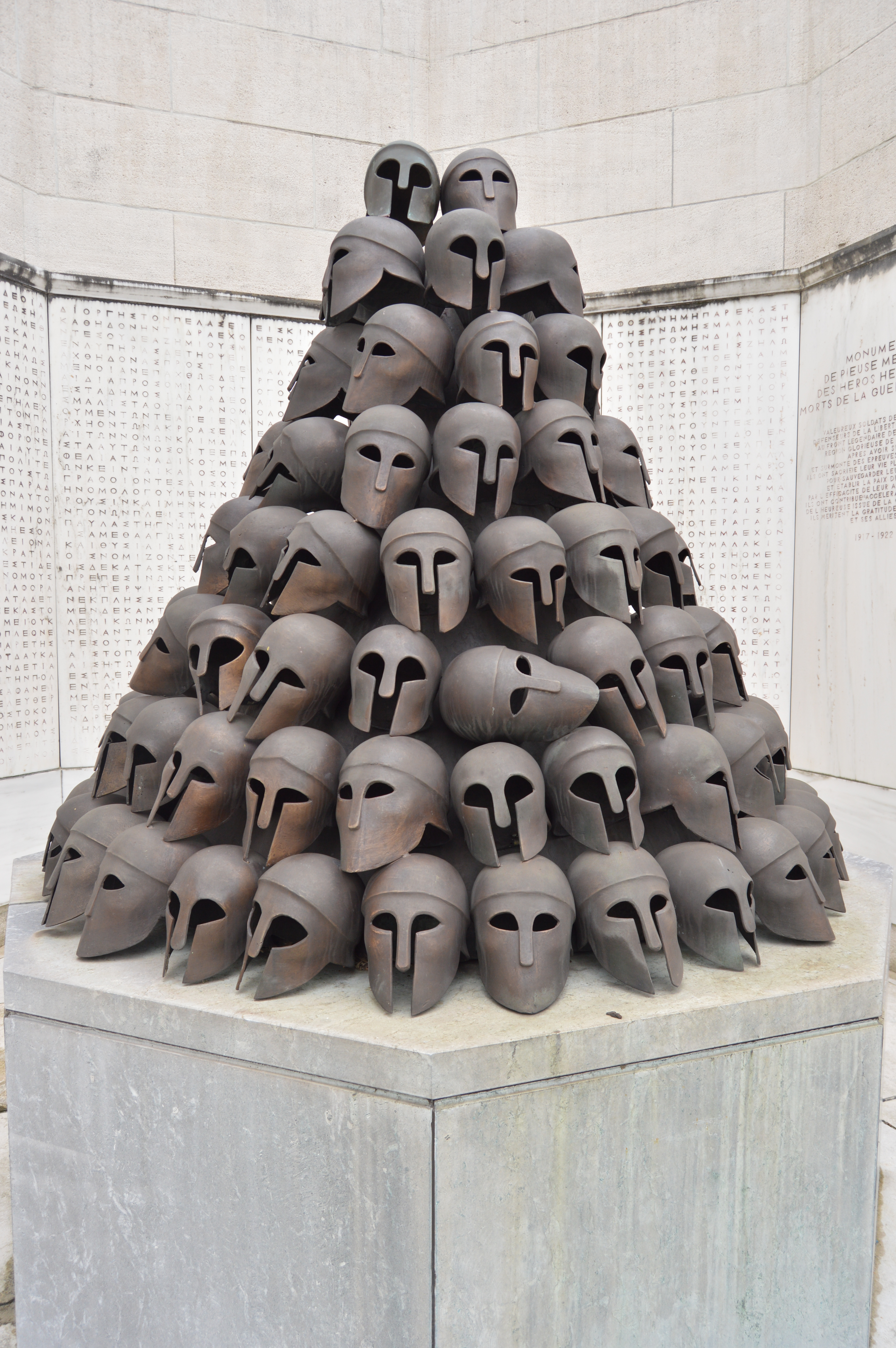
Monument grec du Mémorial interallié de Liège
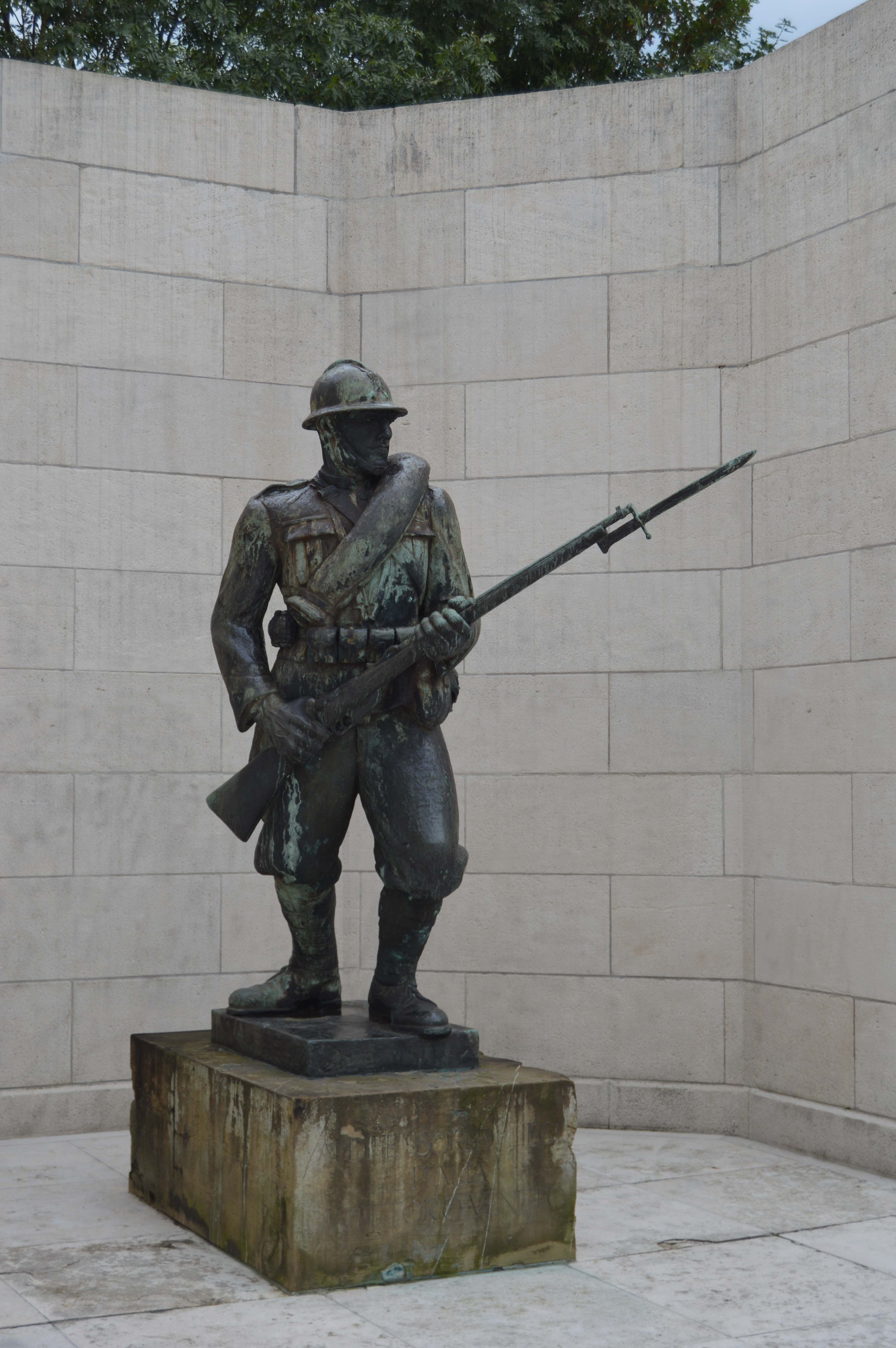
Monument italien du Mémorial interallié de Liège
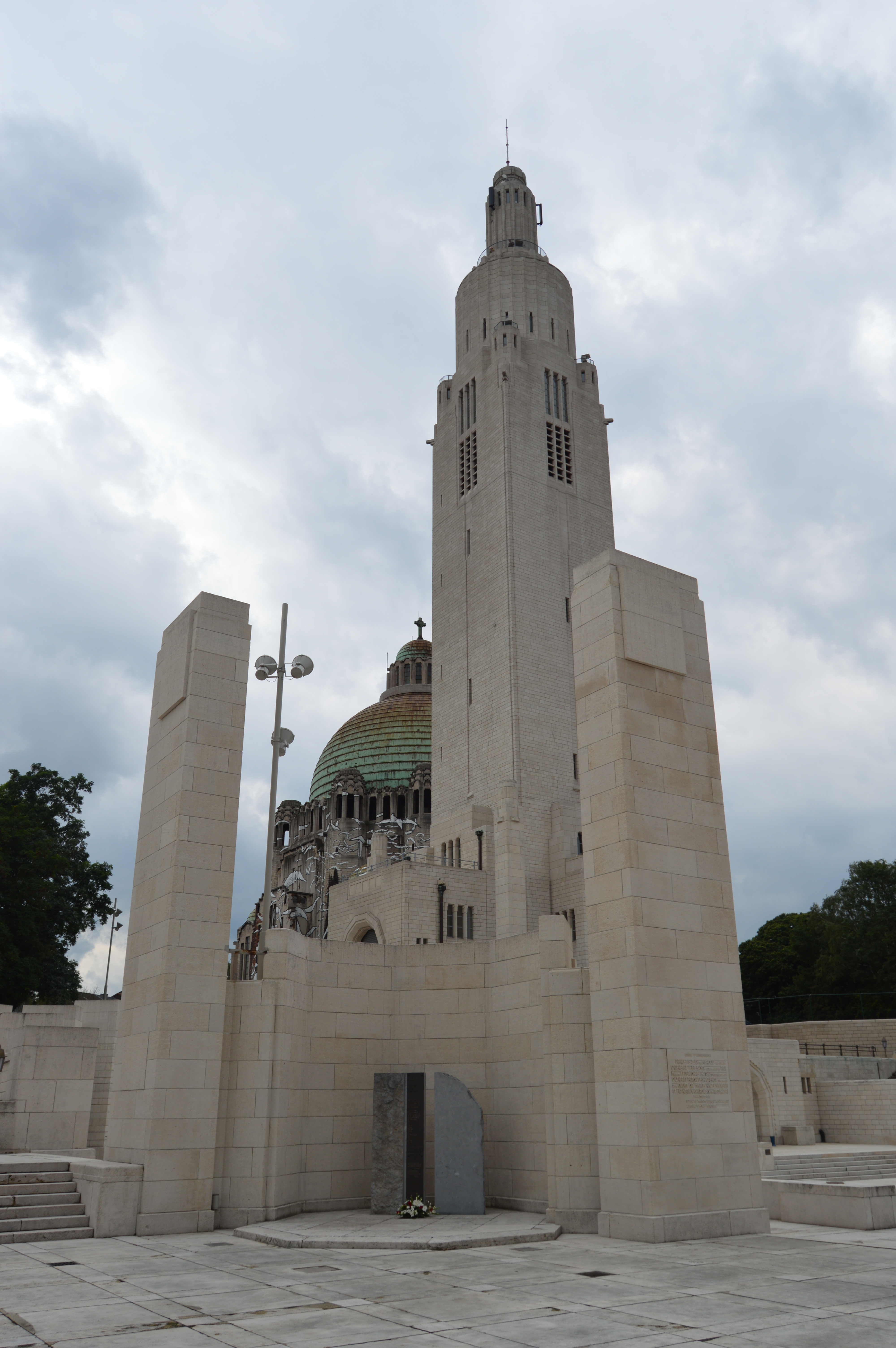
Monument polonais du Mémorial interallié de Liège
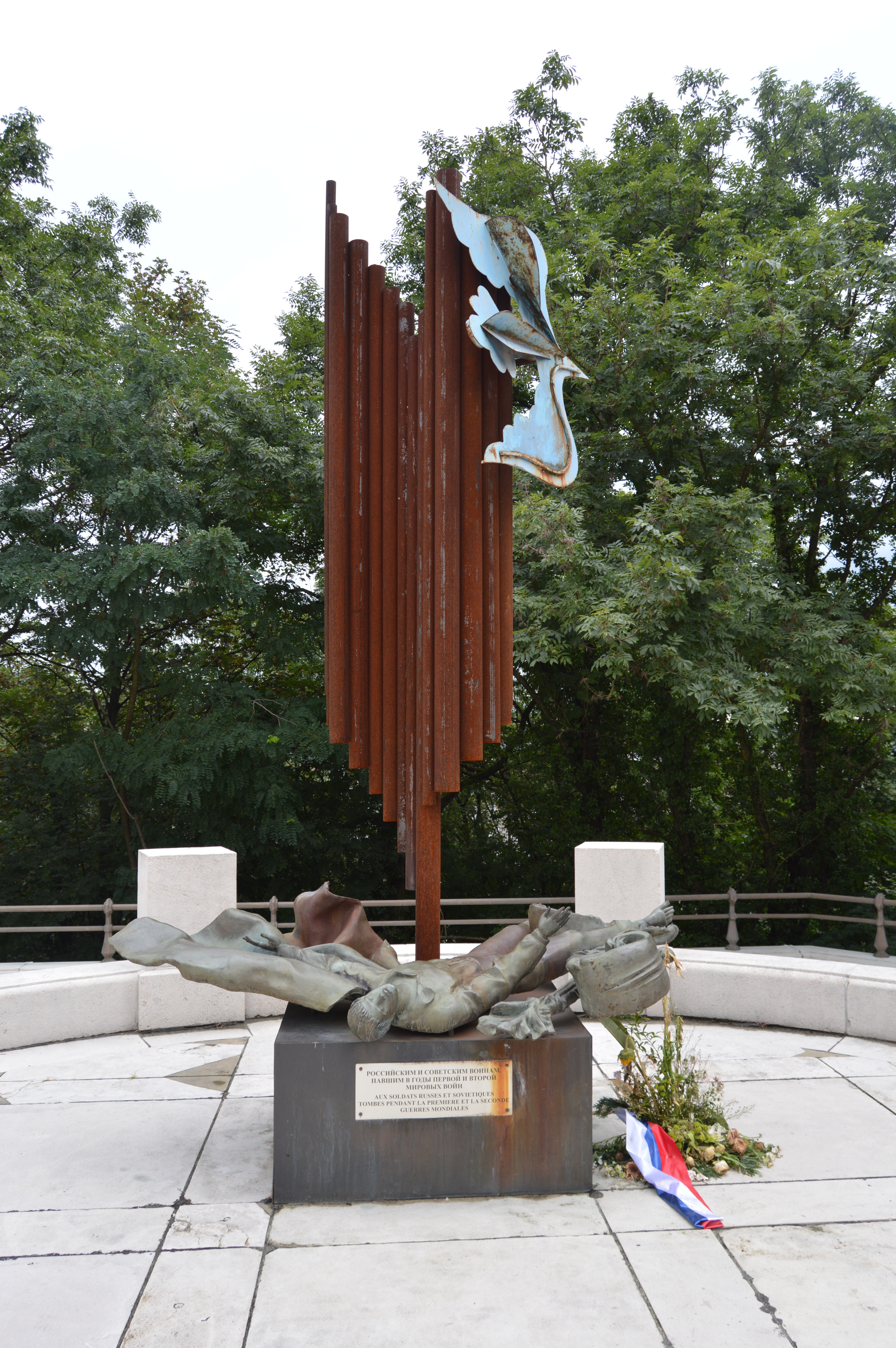
Monument russe du Mémorial interallié de Liège
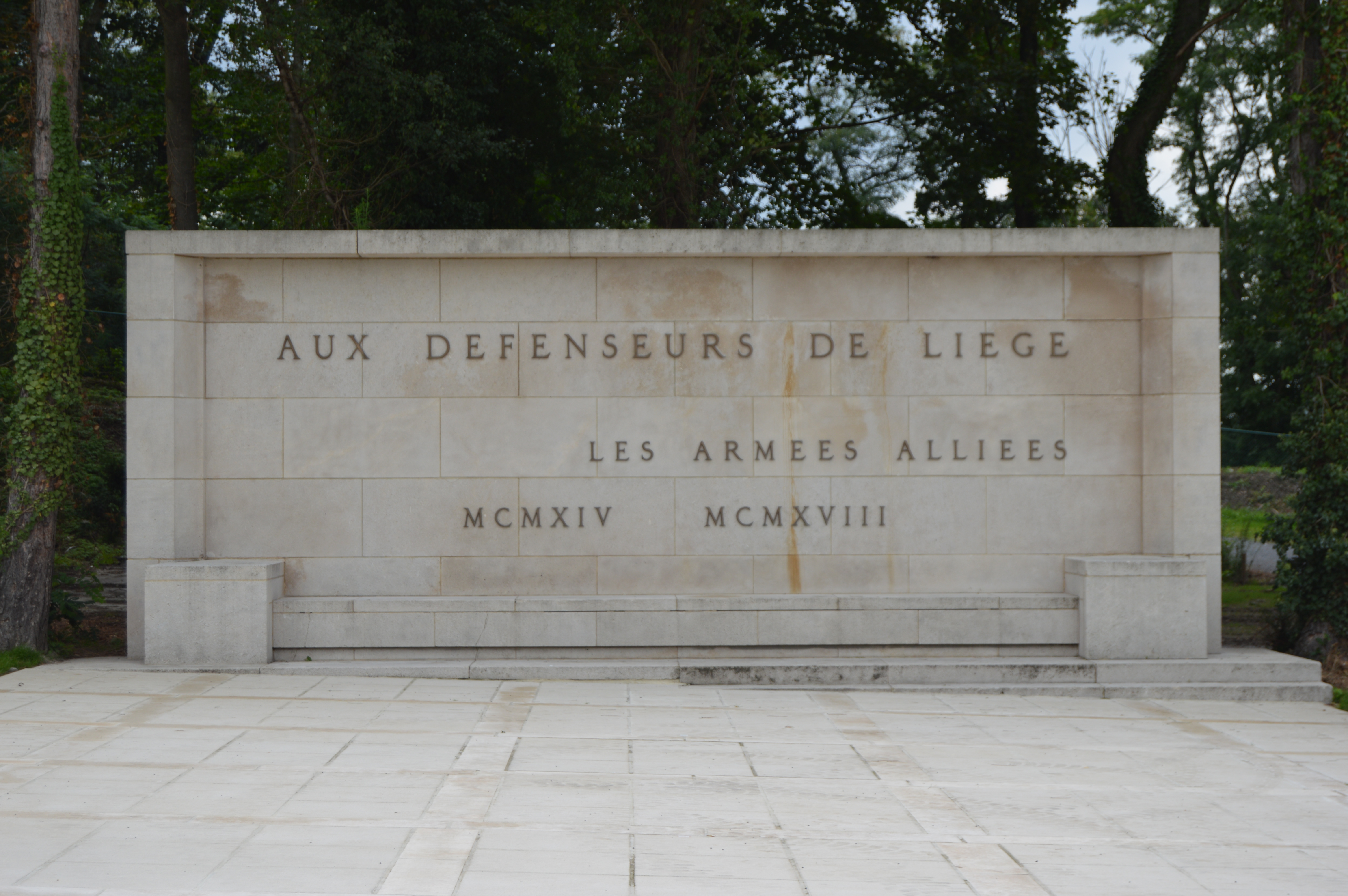
Monument aux défenseurs de Liège du Mémorial interallié de Liège

### France
Le 11 novembre 2014, est inauguré l'Anneau de la Mémoire, un mémorial sur le site de la nécropole nationale de Notre-Dame-de-Lorette, à l'occasion du Jour de l'Armistice. Il comporte une liste de 579,806 noms des tués au front du Nord-Pas-de-Calais, enregistrés dans l'ordre alphabétique.
Le magazine L'Histoire recense en France entre 2012 et 2018 « 72 thèses de doctorat soutenues, 226 colloques organisés, 2 300 livres publiés, 1 725 conférences grand public et 1 474 expositions ».
L'entrée au Panthéon de Maurice Genevoix et de « Ceux de 14 » en 2020 apparaît comme le point final des commémorations du centenaire.

### Turquie
À Gelibolu, une cérémonie marquant le centenaire de la bataille des Dardanelles est organisée le 25 avril 2015, en présence des Premiers ministres australien Tony Abbott et néo-zélandais John Key, ainsi que du prince Charles. Le service débutait à l'aube, comme c'est la tradition la Journée de l'ANZAC.